# Campionatul Mondial de Scrimă pentru juniori din 2006
Campionatul Mondial de Scrimă pentru juniori din 2006 s-a desfășurat în perioada 9–17 aprilie la Taebaek, Coreea de Sud.

## Rezultate

### Masculin
| Event             | Aur                      | Argint             | Bronz                                          |
| Spadă             | Steffen Launer (GER)     | Feng Wang (CHN)    | Benjamin Ungar (USA) · David Espana (ESP)      |
| Floretă           | Valerio Aspromonte (ITA) | Jérémy Cadot (FRA) | Clément Desvaux (FRA) · Oren Bassal (ISR)      |
| Sabie             | Dmîtro Boiko (UKR)       | Luigi Samele (ITA) | Nikolai Kovaliov (RUS) · Benoît Lamboley (FRA) |
| Spadă pe echipe   | Kazahstan                | Rusia              | Germania                                       |
| Floretă pe echipe | Italia                   | Franța             | China                                          |
| Sabie pe echipe   | Rusia                    | Ucraina            | Germania                                       |

### Feminin
| Probă             | Aur                        | Argint                  | Bronz                                           |
| Spadă             | Tiffany Géroudet (SUI)     | Choi Eun-sook (KOR)     | Ling Wang (CHN) · Emma Samuelsson (SWE)         |
| Floretă           | Emily Cross (USA)          | Arianna Errigo (ITA)    | Bérangère Genevois (FRA) · Jinyan Chen (CHN)    |
| Sabie             | Rebecca Ward (USA)         | Alexandra Bujdoso (GER) | Ekaterina Diacenko (RUS) · Caroline Vloka (USA) |
| Spadă pe echipe   | Rusia                      | Ucraina                 | Coreea de Sud                                   |
| Floretă pe echipe | Italia                     | Rusia                   | Germania                                        |
| Sabie pe echipe   | Statele Unite ale Americii | China                   | Italia                                          |

## Clasament pe medalii
| Loc   | Țară          | Aur | Argint | Bronz | Total |
| ----- | ------------- | --- | ------ | ----- | ----- |
| 1     | Italia        | 3   | 2      | 1     | 6     |
| 2     | Statele Unite | 3   | 0      | 2     | 5     |
| 3     | Rusia         | 2   | 2      | 2     | 6     |
| 3     | Ucraina       | 1   | 2      | 0     | 3     |
| 4     | Germania      | 1   | 1      | 3     | 5     |
| 5     | Kazahstan     | 1   | 0      | 0     | 1     |
| 5     | Elveția       | 1   | 0      | 0     | 1     |
| 7     | China         | 0   | 2      | 3     | 5     |
| 7     | Franța        | 0   | 2      | 3     | 5     |
| 9     | Coreea de Sud | 0   | 1      | 1     | 2     |
| 10    | Israel        | 0   | 0      | 1     | 1     |
| 10    | Spania        | 0   | 0      | 1     | 1     |
| 10    | Suedia        | 0   | 0      | 1     | 1     |
| Total | Total         | 12  | 12     | 18    | 42    |